# Pierre Martin (anarchiste)
Pour les articles homonymes, voir Pierre Martin et Martin.
Pierre Martin dit Le Bossu, né le 16 août 1856 à Vienne (Isère) et mort à Paris le 6 août 1916, est un canut (ouvrier tisseur), photographe ambulant, militant anarchiste, antimilitariste, pacifiste, animateur du Libertaire et de la Fédération révolutionnaire communiste dans les années 1910.
Des origines du mouvement libertaire à la résistance à la guerre de 1914-1918, Pierre Martin fut actif pendant plus de 45 ans, mais son rôle dans l’anarchisme français a souvent été sous-estimé. D’abord un des meneurs du « parti anarchiste » dans l’Isère, il joue, dans les années 1910, un rôle d’envergure nationale au Libertaire. « Grand ancien » de l’anarchisme au même titre qu’un Jean Grave, qu’un Émile Pouget ou qu’un Sébastien Faure, il jouissait d’une autorité morale unanimement respectée par les diverses tendances libertaires. Il fut impliqué dans le procès, dit « Procès des 66 », en 1883, à Lyon.

## Biographie
Fils d’une servante de ferme, il travaille dès l'âge de 6 ans dans l'industrie textile.
À l’âge de 14 ans, il participe à sa première grève, puis en 1879 à une longue grève de 5 mois. Dès lors devient un militant important du mouvement libertaire. Orateur de talent, intelligent et généreux, il suscite l'enthousiasme des ouvriers.

### Activiste
Le 12 septembre 1880, il participe à la réunion de Vevey qui précède le congrès de la Fédération jurassienne de la Chaux-de-Fonds des 9 et 10 octobre 1880 à laquelle prennent part Kropotkine et Élisée Reclus. Aux côtés de Louise Michel et Émile Pouget il assiste aux congrès de l'Association internationale des travailleurs à Londres du 14 juillet 1881, dont l’une des résolutions recommanda la propagande par le fait.
Arrêté le 14 octobre 1882, il est impliqué dans le procès, dit « Procès des 66 », à Lyon, où il est condamné le 19 janvier 1883, quatre ans de prison, 500 francs d’amende, dix ans de surveillance et cinq ans de privation des droits civils.
Interné à la prison centrale de Clairvaux, il devient très proche de Kropotkine qui est détenu dans une cellule voisine. Son séjour à Clairvaux fut très pénible en raison de sa santé fragile et, victime de pneumonie, il est à plusieurs reprises hospitalisé. Dans un rapport confidentiel daté du 6 août 1885, le directeur de la prison note à son propos : « Très intelligent. D’une instruction très supérieure à celle que possèdent d’ordinaire les ouvriers des grandes villes. Nature très sensible, généreuse ; doué d’une grande énergie morale ; semble profondément convaincu de ses idées ».
Libéré en janvier 1886, à la suite d'une amnistie, il regagne immédiatement Vienne et reprend ses activités, participant dès son retour et dans les mois suivants au soutien et à la collecte de secours en faveur des grévistes de Decazeville.
Arrêté de nouveau avec 17 autres militants (hommes et femmes) après les émeutes du 1er mai 1890, à Vienne, il passe en procès à partir du 8 août 1890 à Grenoble, et est condamné à 5 ans de prison qui seront réduites en appel à 3 ans, mais qui altèrent gravement sa santé. De la prison à Gap, il écrit à plusieurs reprises à Jean Grave et cette correspondance a été en partie conservée.
Libéré en août 1893, il se fixe à Romans, où il milite dans les groupes de la Drôme. Le 18 février 1894, il est à nouveau arrêté avec dix compagnons et inculpé de « participation à association de malfaiteurs ». Lors de son interrogatoire, le 20 février 1894, il déclare : « Je suis un anarchiste théoricien, mais je ne suis pas un de ceux qui lancent des bombes ». À sa compagne il écrit : « On nous arrête uniquement parce qu’on nous sait anarchistes et que nous avons la coupable audace de ne pas renier nos convictions honnêtes et sincères ».
Pierre Martin n’approuve pas l’illégalisme, tout en le considérant légitime, car il ne constitue pas « un facteur d’affranchissement social ». Il s'oppose radicalement à l'anarchisme individualiste.

### Antimilitariste et pacifiste

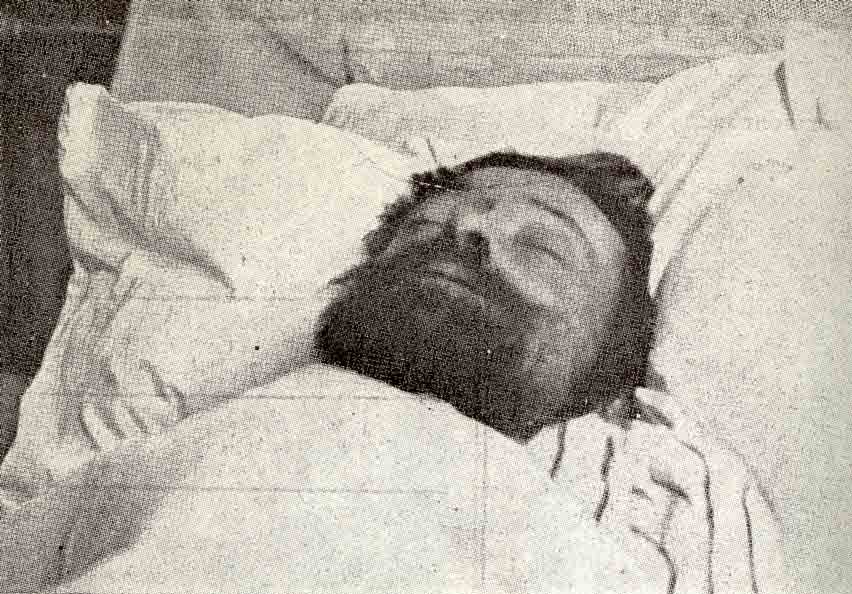
Pierre Martin sur son lit de mort en 1916.

Libéré le 10 mai 1894, à la suite d'un non-lieu, après trois mois de prison et interdit de séjour dans la Drôme, il s’installe alors à Saint-Vallier où il devint photographe ambulant.
En 1906, il est encore inquiété par la justice après avoir signé une affiche antimilitariste, en 1910 durant la grève des chemins-de-fer, en 1912, pour incitation à la désobéissance, etc.
À Paris, où il se fixe, il devient administrateur du journal Le Libertaire".
Pierre Martin figure au Carnet B.
Pendant la Première Guerre mondiale, il s'oppose à l’union sacrée et au Manifeste des Seize. Un rapport de police, du 26 mars 1915 note que les événements avaient « exalté son fanatisme » et qu’il vouait aux gémonies les anarchistes comme Émile Aubin ou Zibelin qui avaient trahi leurs convictions en se ralliant à la défense nationale.
En décembre 1915, il fait imprimer dans les locaux du Libertaire, un Appel international en faveur de la paix rédigé par Pierre Ruff et Louis Lecoin, alors emprisonnés.
Dix jours avant son 60e anniversaire, Pierre Martin meurt au siège du Libertaire, 15 rue d'Orsel, dans le 18e arrondissement de Paris où il est domicilié. Il est incinéré au cimetière du Père-Lachaise le 9 août 1916.
À ses obsèques, Sébastien Faure lui rend hommage, et écrit dans Ce qu'il faut dire du 12 août 1916 : « Dans un corps petit et d’apparence chétive, une volonté de fer et une énergie indomptable. Sous une enveloppe quelque peu disgracieuse en raison de sa gibbosité, un cerveau exceptionnellement lucide et une conscience d’une rare beauté ».

## Commentaire
Selon Louis Lecoin, Pierre Martin possédait « à un degré rare cette éloquence qui du cœur monte aux lèvres de celui qui parle et de ses lèvres va directement au cœur de celui qui l’écoute » et salue dans ses mémoires cet « être d’exception, unique ».

## Iconographie
- Fédération internationale des centres d'études et de documentation libertaires : « carte postale ».